# Rullierinereis abyssalis
Rullierinereis abyssalis är en ringmaskart som beskrevs av Kirkegaard 1995. Rullierinereis abyssalis ingår i släktet Rullierinereis och familjen Nereididae. Inga underarter finns listade i Catalogue of Life.